# Simona Waltert
Simona Waltert (* 13. Dezember 2000 in Chur) ist eine Schweizer Tennisspielerin.

## Karriere
Die in Chur geborene Simona Waltert begann bereits im jungen Alter mit dem Tennisspielen. Mit 7 Jahren spielte sie ihr erstes Turnier in Bad Ragaz. 2011 wurde Waltert ins nationale C-Kader von Swiss Tennis aufgenommen. Im Jahr darauf gewann sie die Schweizer U-12-Wintermeisterschaften und war im selben Jahr die Nummer eins des Jahrgangs 2000 in der Schweizer Tennisrangliste.
Im Juni 2017 erreichte sie in der Lenzerheide erstmals ein Einzel-Finale eines ITF-Turniers, das sie knapp in drei Sätzen gegen die Italienerin Georgia Brescia verlor. Bei den Junioren-French-Open 2017 nahm sie erstmals an einem Grand-Slam-Turnier der Juniorinnen teil, verlor aber ihre Erstrundenpartie gegen Whitney Osuigwe. In Wimbledon stand Waltert ebenfalls im Haupttableau des Einzel- und Doppel-Wettbewerbes. Im Einzel erreichte sie das Halbfinale, das sie gegen Ann Li in zwei Sätzen verlor. Im Doppel schied sie an der Seite von Ylena In-Albon bereits im Achtelfinale aus.
Im Juli 2021 gewann Waltert gemeinsam mit Susan Bandecchi ihren ersten WTA-Titel in Lausanne.
Seit Herbst 2022 trainiert Simona Waltert in Cannes in der Elite Tennis Center von Ex-Spieler Jean-René Lisnard, aber unter ihrem bisherigen Trainer, dem Genfer Stéphane Bohli. 2023 qualifizierte sich Waltert bei den French Open im siebten Anlauf erstmals für das Hauptfeld eines Grand-Slam-Turniers. Dort erreichte sie die zweite Runde.
Im Jahr 2022 spielte Waltert erstmals für die Schweizer Billie-Jean-King-Cup-Mannschaft; ihre Billie-Jean-King-Cup-Bilanz weist bislang 4 Niederlagen aus.

## Turniersiege

### Einzel
| Nr. | Datum             | Turnier              | Kategorie   | Belag             | Finalgegnerin          | Ergebnis      |
| --- | ----------------- | -------------------- | ----------- | ----------------- | ---------------------- | ------------- |
| 1.  | 4. März 2018      | Mâcon                | ITF $15.000 | Hartplatz (Halle) | Tess Sugnaux           | 6:4, 3:6, 6:3 |
| 2.  | 22. Dezember 2018 | St. Ulrich in Gröden | ITF $15.000 | Hartplatz (Halle) | Joanna Garland         | 6:4, 6:2      |
| 3.  | 2. Februar 2019   | Scharm asch-Schaich  | ITF W15     | Hartplatz         | Oona Orpana            | 6:1, 6:3      |
| 4.  | 28. April 2019    | Kairo                | ITF W15     | Sand              | Melanie Klaffner       | 7:66, 7:5     |
| 5.  | 31. Januar 2021   | Manacor              | ITF W15     | Hartplatz         | Yvonne Cavalle-Reimers | 6:2, 7:64     |
| 6.  | 10. Juli 2022     | Amstelveen           | ITF W60     | Sand              | Emma Navarro           | 7:610, 6:0    |
| 7.  | 27. Oktober 2024  | Glasgow              | ITF W75     | Hartplatz (Halle) | Mariam Bolkwadse       | 6:4, 6:2      |

### Doppel
| Nr. | Datum           | Turnier  | Kategorie      | Belag     | Partnerin           | Finalgegnerin                             | Ergebnis          |
| --- | --------------- | -------- | -------------- | --------- | ------------------- | ----------------------------------------- | ----------------- |
| 1.  | 27. April 2019  | Kairo    | ITF W15        | Sand      | Despina Papamichail | Rana Sherif Ahmed Mayar Sherif            | 6:3, 6:2          |
| 2.  | 4. Mai 2019     | Kairo    | ITF W15        | Sand      | Alica Rusová        | Seone Mendez Charlotte Römer              | 7:5, 0:6, [10:6]  |
| 3.  | 30. August 2019 | Verbier  | ITF W15        | Sand      | Xenia Knoll         | İpek Soylu Kathinka von Deichmann         | 6:4, 6:3          |
| 4.  | 18. Juli 2021   | Lausanne | WTA 250        | Sand      | Susan Bandecchi     | Ulrikke Eikeri Valentini Grammatikopoulou | 6:3, 6:73, [10:5] |
| 5.  | 20. August 2022 | Bronx    | ITF W60        | Hartplatz | Anna Blinkowa       | Han Na-lae Hiroko Kuwata                  | 6:3, 6:3          |
| 6.  | 29. März 2025   | Antalya  | WTA Challenger | Sand      | María Carlé         | Maja Chwalińska Anastasia Dețiuc          | 3:6, 7:5, [10:3]  |
| 7.  | 5. April 2025   | Antalya  | WTA Challenger | Sand      | Anna Bondár         | Alicia Barnett Elixane Lechemia           | 7:5, 2:6, [10:6]  |
| 8.  | 14. Juni 2025   | Ilkley   | WTA Challenger | Rasen     | Isabelle Haverlag   | Witalija Djatschenko Eden Silva           | 6:1, 6:1          |

## Weltranglistenpositionen am Saisonende
| Jahr   | 2016 | 2017 | 2018 | 2019 | 2020 | 2021 | 2022 | 2023 | 2024 |
| ------ | ---- | ---- | ---- | ---- | ---- | ---- | ---- | ---- | ---- |
| Einzel | 1181 | 571  | 552  | 295  | 297  | 217  | 120  | 166  | 175  |
| Doppel | 1142 | 819  | 1005 | 438  | 399  | 209  | 399  | 397  | 404  |

## Auszeichnungen
- Jugendförderungs-Sportpreis der Stadt Chur: 2013[3]